# セーラー戦士ヴィーナス・ファイブ
『セーラー戦士 ヴィーナス♡ファイブ』（セーラーせんし ヴィーナス♡ファイブ）は、1994年にダンディライオン制作で大映より発売されたアダルトアニメ。アダルトアニメ界初の“サブリミナル効果”採用作品。5人の女子校生たちがセーラー聖戦士ヴィーナス・ファイブとして目覚めた淫魔帝国に立ち向かう18禁OVAである。VHS全2巻で、各話45分。
タイトルに「セーラー戦士」とあるように、『美少女戦士セーラームーン』のパロディである。DVDでは、「セーラー戦士」の表記がなくなり『ヴィーナス♡ファイブ』というタイトルで発売された。

## 登場キャラクター
声優名は全員通常の声優名ではなく、成人向け作品用の別の芸名でクレジットされている。

### ヴィーナス・ファイブ
金星の女神・アフロディテに仕えることになった5人のセーラー戦士（ヴィーナス戦士）たち。ヴィーナス・ファイブの資格者は身体の一部分に♀の形をした金星のマークが浮き出ている。腕時計の形をした変身アイテムを使用することで人間からヴィーナス・ファイブに変身出来るので、変身シーンはショートバージョンとロングバージョンの二種類が存在する。ゴーグルとタンクトップのようなセーラー戦闘服を着用するが特徴。決め台詞は「空に輝く金星がある限り、この世に邪悪は栄えない。セーラー戦士ヴィーナスファイブ、天に代わって許しません!」。
美園ひかり / ヴィーナスピンク
声 - 八神恭子
金の星学園に通う普通の女子校生。金髪の短いツインテールが特徴の少女。臍に金星のマークがある。陽気で明るい性格。変身後にはブルマータイプのピンク色のセーラー戦闘服を着る。
美川きよみ / ヴィーナスブルー
声 - 神崎沙希子
美園ひかりの友人で、眼鏡を着用する少女。胸に金星のマークがある。ミーハーな性格。変身後にはミニスカートタイプの青色のセーラー戦闘服を着る。武器は杖。
美原いくみ / ヴィーナスグリーン
声 - 工藤史佳
金の星学園の転入生で、茶色のショートヘアーが特徴。太ももに金星のマークがある。男勝りな性格で腕っぷしがかなり強い。前の学校ではスケバン（女番長）だった。変身後には緑色のセーラー戦闘服を着る。武器は鉄棒。
美山もゆ / ヴィーナスレッド
声 - 石塚葉子
黒髪のストレートロングヘアーに赤いリボンが特徴。おしりに金星のマークがある。何でも一番でなくては気が済まない、負けず嫌いな性格。変身後にはパンツスタイルの赤色のセーラー戦闘服を着る。
美空あい / ヴィーナスパープル
声 - 和田裕香
ウェーブのかかった茶髪のロングヘアーが特徴。背中に金星のマークがある。同性から支持されている清純派人気アイドル。変身後にはガーターベルトタイプの紫色のセーラー戦闘服を着る。武器は鞭。

### 淫魔帝国
ネクロス
声 - 飯嶋早紀
金の星学園の女学園長を装った淫魔帝国の皇帝。真の姿では雌雄同体である。
淫魔四天王を率いて人間の世界と淫魔の世界を支配するために、荒淫の乱交を人間の世界へ伝播した。
第2話ではゴールデンスター美術館に保管されているアポロンの棺に愛の蜜を掛けるために、セーラー戦士ヴィーナス・ファイブの身体を狙う。
土屋博人 / サターン侯爵
声 - 北条晃一
淫魔四天王の一人。普段は眼鏡をかけた男性に変身している。金の星学園では国語担当。
天野義弘 / ウラヌス伯爵
声 - 岡崎敬雄
淫魔四天王の一人。普段は金髪のオールバックヘアのイケメンに変身している。金の星学園では数学担当。
海野宏志 / ネプチューン子爵
声 - 矢嶋優哉
淫魔四天王の一人。普段は銀色の長髪のイケメンに変身している。金の星学園では生物担当。
冥野秀樹 / プルート公爵
声 - 草薙和義
淫魔四天王の一人。透視能力を持つ。普段は黒髪のイケメンに変身している。金の星学園では体育担当。

### ヴィーナス・ファイブの協力者
ブッチャー
声：安達康則
人語を解し、人間の言葉を話せるオス猫。ひかり達にヴィーナス・ファイブとして淫魔と戦う使命を伝え、変身アイテムを与える。
アプロディテ
声：白城淳美
ヴィーナス・ファイブが守護すべき金星の女神で、ブッチャーの主人。ペガサスの馬車でひかりの前に現れる。武器は鞭。ひかり達ヴィーナス・ファイブのことは自分の下僕程度にしか思っていない。
ネクロスとは面識がある。

## スタッフ
- 原作 - 亜良仁
- 企画・製作 - ラッシャー池田
- プロデューサー - スモーリー和泉、槇賢人
- 監督 - 井上修（1話）、ふくもとかん（2話）
- 脚本 - あまのわたる
- キャラクターデザイン - りんしん
- 作画監督 - 松本文明（1話）、高橋勇治（2話）、長谷川誠（2話）
- 絵コンテ - 神原敏昭
- 美術監督 - 杉浦正一郎
- 音響監督 - 黛計
- 音楽 - 高浜輝夫
- アニメーション 制作 - 有限会社アームス
- 製作 - 大映

## エンディングテーマ
「僕が、僕でよかった‥」
作詞・歌 - 野口典子 / 作曲・編曲 - 高浜輝夫

## リリースデータ
1. セーラー戦士 ヴィーナス♡ファイブ 淫魔の舞踏会（1994年11月11日発売、VHS:SIH-1044）
2. セーラー戦士 ヴィーナス♡ファイブ2 淫魔の迷宮（1994年12月9日発売、VHS:SIH-1045）